# Krzysztof Słupik
Krzysztof Słupik (ur. 21 sierpnia 1964) – polski sędzia piłkarski (Małopolski ZPN), I ligowy i międzynarodowy (licencja FIFA od 1998). 
22 marca 2007 roku policja wrocławska zatrzymała go w Tarnowie na polecenie prokuratury prowadzącej śledztwo w sprawie afery korupcyjnej w związku z podejrzeniami o korupcję w sporcie.